# Alesso Baldovinetti
Alesso Baldovinetti (Florence, 14 oktober 1425 – aldaar, 29 augustus 1499) was een Italiaans renaissancistisch kunstschilder.
Baldovinetti was de zoon van een rijke handelaar. De Florentijnse Sint-Lucasgilde nam hem in 1448 op als lid. Hij werd aangetrokken door een groep van wetenschappelijke realisten en naturalisten waartoe ook Andrea del Castagno, Paolo Uccello en Domenico Veneziano behoorden.
Baldovinetti spendeerde veel tijd in het uitwerken van nieuwe technieken. Zijn favoriete methode bij het muurschilderen was de compositie eerst in fresco aan te brengen en ze later als secco (op gedroogde kalk) af te werken via een mengsel van eidooier en vloeibare vernis. Volgens Giorgio Vasari wilde hij hiermee zijn werk beschermen tegen vochtigheid. Gaandeweg verbleekten zijn werken echter, waarbij aan de dag kwam dat het grote geheim dat hij wilde ontdekken een mislukking bleek.
Een van zijn leerlingen was Domenico Ghirlandaio.

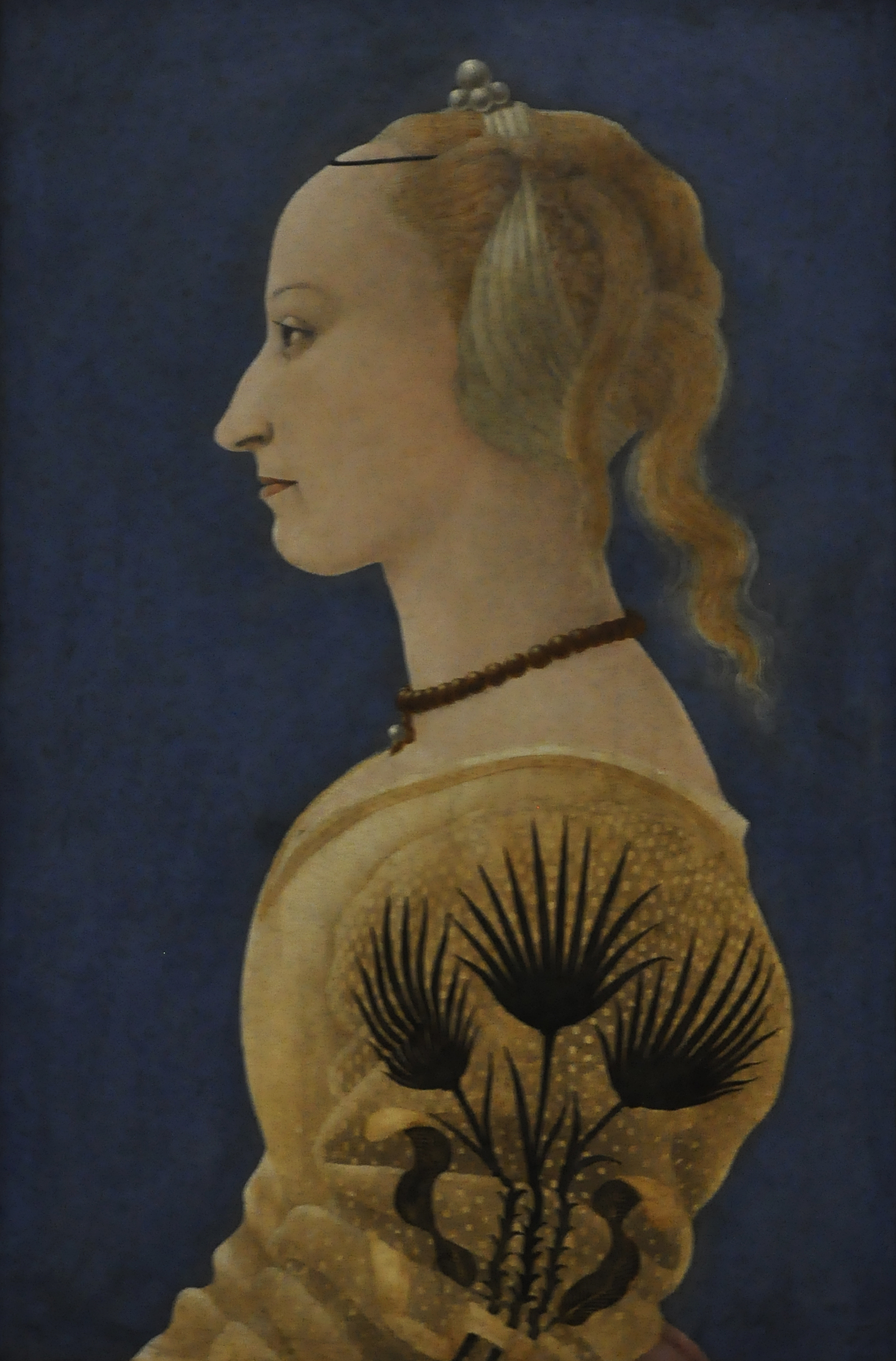
Portret van een dame in de National Gallery Londen

- Bibliothèque nationale de France: cb149687998 (data)
- Catàleg d'autoritats de noms i títols de Catalunya: 981058614786406706
- Gemeinsame Normdatei: 118859471
- International Standard Name Identifier: 0000 0000 8082 5766
- Library of Congress Control Number: nr90015894
- Nationale Bibliotheek van Israël: 987007451830805171
- Nationale Bibliotheek van Polen: a0000003327636
- RKD-Nederlands Instituut voor Kunstgeschiedenis: 3988
- Istituto Centrale per il Catalogo Unico: UBOV565420
- SNAC: w6wx23x9
- Système universitaire de documentation: 182363961
- Union List of Artist Names: 500115745
- Virtual International Authority File: 2742475
- WorldCat: E39PBJrcg7dRK78pJjQVb4xbh3